# Абанда, Патрис
Патрис Абанда Этонг (фр. Patrice Abanda Etong; род. 3 августа 1978, Яунде) — камерунский футболист, защитник. Выступал в сборной Камеруна. Участник чемпионата мира 1998 во Франции, Олимпийский чемпион 2000 года.

## Клубная карьера
Патрис начал футбольную карьеру в клубе «Тоннер» из своего родного города Яунде в 1995. Спустя три года Абанда перешёл в греческий клуб «Аполлон» (Каламарья), выступавший в Бета Этники.
В 2000 году Патрис подписал контракт с чешской «Спартой». С 2000 по 2001 камерунец провёл в Гамбринус лиге 10 игр, затем с 2001 по 2003 года выступал за резервную команду «Спарты». 12 марта 2002 года дебютировал в лиге чемпионов в игре против «Реал Мадрид». В сезоне 2003/04 сыграл за основу один матч, после чего перешёл в «Дрновице», после 12 матчей за который присоединился к «Теплице».
В 2006 году Патрис перешёл в албанский клуб «Беса», за который сыграл 29 матчей. После окончания сезона 2006/07 Абанда завершил карьеру.

## Карьера в сборной
В 1998 году тренер сборной Камеруна, Клод Ле Руа, включил Патриса в заявку на чемпионат мира во Франции. На турнире Абанда не провёл ни одной игры, а его сборная выбыла из борьбы после группового этапа.
В 2000 году Патрис выступал за олимпийскую сборную Камеруна на играх в Сиднее. Он принял участие во всех 6 играх камерунцев на турнире, в том числе и в финале против испанцев, выигранном в серии пенальти.
Абанда выступал за сборную в отборочных турнирах к чемпионату мира 2002 и 2006. Всего в футболке национальной сборной он провёл 9 игр, забил 1 мяч.

## Достижения
Камерун (олимп.)
- Олимпийский чемпион: 2000

Спарта (Прага)
- Чемпион Чехии: 2000/01